# Eddie Pleasant
Edward Joseph Pleasant, detto Eddie (Compton, 17 dicembre 1988), è un giocatore di football americano statunitense che milita nel ruolo di safety per gli Houston Texans della National Football League (NFL). Fu ingaggiato dai Texans nel 2012, dopo non essere stato scelto da nessuna squadra nel corso del draft. Al college giocò a football con gli Oregon Ducks.

## Carriera professionistica
Il 14 maggio del 2012 Eddie Pleasant firmò con gli Houston Texans dopo non essere stato scelto da nessuna squadra nel corso del draft. Pleasant venne svincolato il 31 agosto 2012 per poi firmare un nuovo contratto per la squadra d'allenamento dei Texans il giorno successivo. Il 21 dicembre 2012 venne inserito nella lista degli atleti disponibile per la squadra titolare.
Pleasant rinnovò il contratto con gli Houston Texans il 1 aprile 2015.